# Telescopio de la Gran Exposición Universal de París (1900)

Cuadro comparativo del tamaño de lentes y espejos de grandes telescopios

El Telescopio de la Gran Exposición de París de 1900, con una lente en el objetivo de 1,25 metros (49" ) de diámetro, ha sido el mayor telescopio refractor de todos los tiempos. Se construyó como una de las piezas centrales de la Exposición Universal de París (1900). Su construcción fue promovida en 1892 por François Deloncle (1856-1922), un miembro de la Cámara de Diputados francesa. Siendo su propósito principal el ser exhibido en una gran metrópoli, su diseño complicaba orientarlo hacia objetos astronómicos, limitando considerablemente su uso científico. Un año después del final de la exposición, sus constructores no habían podido encontrar un comprador. Finalmente, se desguazó para ser vendido como chatarra. Las lentes permanecen almacenadas en el Observatorio de París.

## Diseño

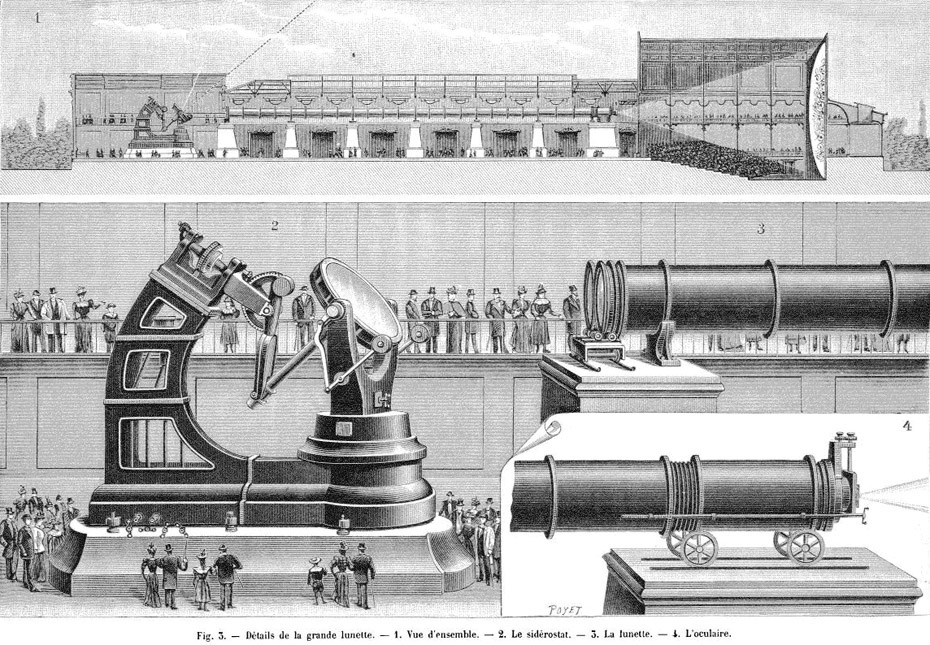
El telescopio: alzado general (arriba); el siderostato (izquierda) y el tubo de la lente del objetivo (derecha); extremo de la lente ocular (superpuesto)

El telescopio disponía de dos objetivos intercambiables (para uso visual y fotográfico respectivamente) de 1,25 m de diámetro, con una distancia focal de 57 metros. Debido a sus dimensiones extremadamente grandes, el telescopio se montó en una posición horizontal fija. La luz de los objetos astronómicos se redirigía al tubo del telescopio utilizando un siderostato Foucault, un espejo plano móvil de 2 metros de diámetro, montado sobre un gran bastidor de hierro delante del objetivo. El tubo de acero horizontal medía 60 metros de longitud. El ocular del telescopio podía desplazarse sobre unos raíles hasta 1,5 metros para enfocar las imágenes. Con la menor magnificación de 500×, el campo visual abarcaba 3 minutos de arco.

## Construcción del telescopio

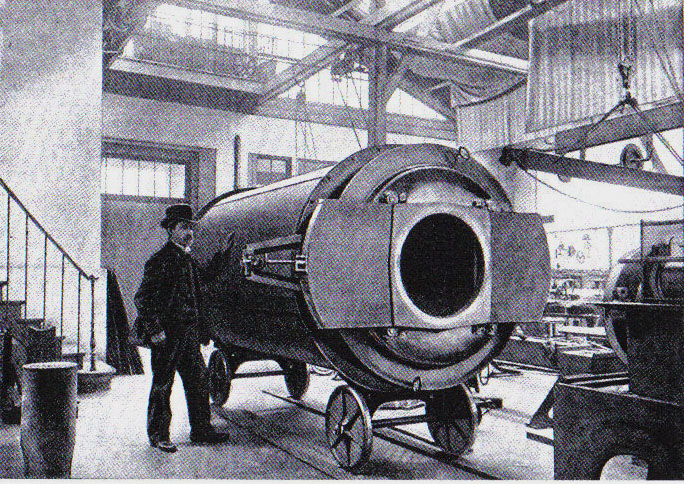
Pieza del ocular

El espejo para el siderostato fue mecanizado por la Compañía Gautier (dirigida por Paul Gautier, 1842-1909) y se emplearon nueve meses en completarlo. El espejo fue fabricado por la vidriera Jeumont del norte de Francia, dirigida por Georges Despret. Los soportes de las lentes fueron diseñados por Édouard Mantois (1848-1900) y construidos por Gautier. Cuando se inició la Exposición de París solo estuvo a punto la lente del objetivo fotográfico. La lente del objetivo visual, inacabado, se expuso en un lugar cercano.

## Montaje del telescopio

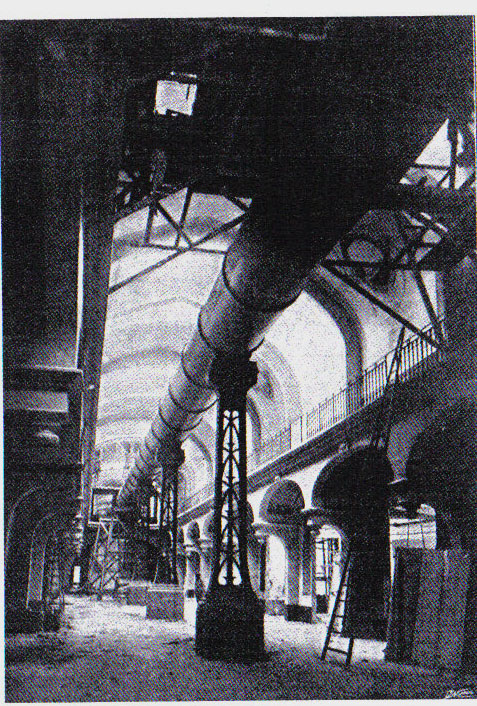
El instrumento en sitio

El telescopio se instaló en el Palacio de la Óptica en el Campo de Marte, cerca de la Torre Eiffel. El tubo, orientado de norte a sur, estaba compuesto por 24 secciones cilíndricas de 1,5 m de diámetro, y descansaba sobre 7 pilares de acero con base de hormigón; su eje se situaba a 23 m por encima del suelo. La sala que finalmente albergó el siderostato con el espejo disponía de un domo móvil para dejar acceso directo al cielo.

## Observaciones científicas
Se realizaron algunas observaciones científicas utilizando el telescopio gigante, aunque no se había diseñado para su uso científico. Théophile Moreux (1867-1954) observó las manchas solares a través del telescopio y las dibujó, y Eugène Antoniadi (1870-1944) hizo varios dibujos de las nebulosas que observó. Charles Le Morvan (1865-1933) también tomó varias fotografías grandes de la superficie de la Luna, publicadas en la edición del The Strand Magazine de noviembre de 1900.

## Consecuencias

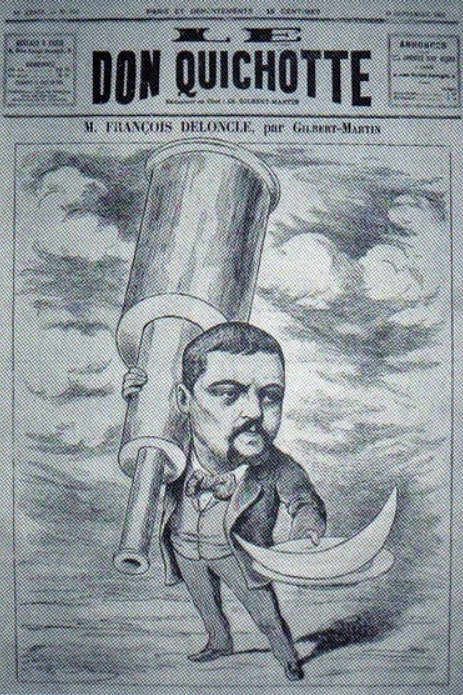
Caricatura de 1892 que ridiculiza a François Deloncle, quien propuso el proyecto

La compañía que se había organizado en 1886 para construir el telescopio se declaró en bancarrota después de la Exposición, y el telescopio salió a subasta en 1909. No se encontró ningún comprador y finalmente los componentes fueron desguazados. El espejo de 2 metros de diámetro está expuesto en el Observatorio de París, y las dos lentes se descubrieron al ordenar las colecciones almacenadas en el sótano.
Durante su existencia, el telescopio fue objeto de muchos chistes y comentarios sarcásticos. En parte esto fue debido a la opinión de la comunidad académica de que el telescopio sería completamente inútil y de que era algo que quedaba ciertamente lejos de las preocupaciones de la ciencia. Sin embargo, parece lógico pensar que la pieza central de una exposición que exhibe lo mejor de los avances recientes de la industria y de la tecnología, debería servir a un propósito razonable.